# Congregatie voor de Heilig- en Zaligsprekingsprocessen
De Congregatie voor de Heilig- en Zaligsprekingsprocessen was een congregatie van de Romeinse Curie.
Op 8 mei 1969 werd de congregatie voor de Heilig- en Zaligsprekingsprocessen ingesteld. De congregatie was een gedeeltelijke voortzetting van de Heilige Congregatie voor de Riten die op dezelfde datum werd opgeheven. De congregatie was belast met alles wat te maken had met de zalig- en heiligverklaringen. Daaronder viel ook de beoordeling van wonderen toegeschreven aan kandidaten voor zalig- en heiligverklaring. Ook het echt verklaren van relikwieën viel onder haar bevoegdheid.
Op 5 juni 2022 werd bij de invoering van de apostolische constitutie Praedicate Evangelium de structuur van de Romeinse Curie gewijzigd. De congregatie werd vanaf die datum voortgezet onder de naam dicasterie voor de Heiligverklaringen.